# 채수찬
채수찬(蔡秀燦, 1955년 2월 27일 ~ )은 대한민국의 정치인이다. 제17대 국회의원을 지냈다. 전라북도 진안군 출신이며, 본관은 평강이다.

## 학력
- 전주풍남국민학교 졸업
- 전주북중학교 졸업
- 전주고등학교 졸업
- 서울대학교 자연과학대학 수학 학사
- 미국 펜실베이니아 대학교 대학원(경제학 박사)

## 경력
- 프랑스 파리 CEPREMAP 초빙 연구원
- 벨기에 루뱅가톨릭대학교 CORE 초빙 연구원
- 독일 만하임대학교 초빙 연구원
- 미국 캘리포니아 대학교 로스앤젤레스 캠퍼스 조교수
- 미국 라이스 대학교 초빙교수
- 캐나다 British columbia대학교 초빙 교수
- 스페인 바르셀로나 Instituto Analisis Economico 초빙 연구원
- 미국 Rice대학교 종신교수
- 미국 Brookings연구소 초빙 연구원
- 정보통신정책연구원, 대외경제정책연구원, 삼성경제연구소, 에너지경제연구원, 조세연구원 초빙 연구원
- 세계경제포럼 (Davos 포럼) 한국 대통령당선자 정동영특사 특별보좌역
- 열린우리당 10대 선진국 진입(G10) 프로젝트 경제고문
- 열린우리당 전북지부 지부장
- 국회 정무위원회, 여성위원회 위원
- 열린우리당 정책위원회 부의장
- 세계경제포럼 (Davos 포럼) 한국 대통령특사
- 제17대 국회 후반기 재정경제위원회 위원
- 대통합민주신당 정책위 부의장

## 역대 선거 결과
| 실시년도 | 선거   | 대수 | 직책     | 선거구             | 정당       | 득표수   | 득표율          | 순위 | 당락 | 비고 |
| -------- | ------ | ---- | -------- | ------------------ | ---------- | -------- | --------------- | ---- | ---- | ---- |
| 2004년   | 총선   | 17대 | 국회의원 | 전북 전주시 덕진구 | 열린우리당 | 86,270표 | \| \| 72.52% \| | 1위  |      | 초선 |
|          | 72.52% |      |          |                    |            |          |                 |      |      |      |

## 같이 보기
- 전주시 덕진구 (선거구)
- 전주시 덕진구의 국회의원